# Heidemarie Kemnitz
Heidemarie Kemnitz (* 1955) ist eine deutsche Schulpädagogin.

## Leben
Von 1973 bis 1977 absolvierte sie ein Diplom-Lehrerstudium Mathematik/Physik. Von 1977 bis 1980 war sie Lehrerin für Mathematik und Physik. Nach der Promotion A 1984 zu Dr. paed. im Wissenschaftsbereich Geschichte der Erziehung an der Humboldt-Universität zu Berlin und der Habilitation 1997/1998 an der Philosophischen Fakultät IV der Humboldt-Universität zu Berlin (Venia legendi für das Fach Erziehungswissenschaft) war sie 2003 bis 2019 Professorin für Schulpädagogik am Institut für Erziehungswissenschaft der TU Braunschweig.
Ihre Arbeitsschwerpunkte sind Theorie und Geschichte der Schule und des Lehrerberufs, Schularchitektur des 19. und 20. Jahrhunderts und Entwicklung und Gestaltung pädagogischer Räume.

## Schriften (Auswahl)
- Zur ideologisch-theoretischen Begründung der faschistischen Bildungspolitik und Pädagogik durch Alfred Baeumler. Berlin 1984, OCLC 715669710.
- Lehrerverein und Lehrerberuf im 19. Jahrhundert. Eine Studie zum Verberuflichungsprozeß der Lehrertätigkeit am Beispiel der Berlinischen Schullehrergesellschaft (1813–1892). Weinheim 1999, ISBN 3-447-05082-9.